# OpenCity
OpenCity é um jogo de construção de cidades grátis de código aberto. O jogo é inteiramente escrito em C++ padrão com OpenGL e SDL como ponto de partida.
No jogo o jogador constrói uma cidade marcando terrenos como zonas comerciais, industriais ou residenciais. Estas zonas dependem umas das outras para se desenvolver. Também é exigido que o jogador forneça à cidade energia elétrica e conecte as diferentes zonas com a construção de estradas.

## Origem e desenvolvimento
OpenCity é o produto do programador Duong-Khang Nguyen e do artista em objetos 3D Frédéric Rodrigo, juntamente com contruibuidores para as traduções e testes de qualidade. Nguyen foi inspirado pelo jogo de código aberto Free Reign; quando ele percebeu que o projeto Free Reign foi abandonado e o código não estava em condições de ser aperfeiçoado, ele começou a desenvolver seu próprio simulador de construção de cidades.
O projeto foi aperfeiçoado constantemente e está disponível para várias plataformas. Pacotes binários de OpenCity estão disponíveis para Mandriva, Debian, Arch Linux, Suse, Slackware, Ubuntu, Pardus, Frugalware GNU/Linux distribution e Mac OS. Está também disponível para Windows como um arquivo de instalação.